# Успенка (Кемеровський округ)
Успе́нка (рос. Успенка) — селище у складі Кемеровського округу Кемеровської області, Росія.
На місці сучасного селища в радянські часи існувало три населених пункти — Успенка 1-а, Успенка 2-а та Лісоучасток Успенський.

## Населення
Населення — 248 осіб (2010; 391 у 2002).
Національний склад (станом на 2002 рік):
- росіяни — 95 %